# Кубары, Ян Станислав
Ян (Джон) Станислав Кубары (пол. Jan Stanisław Kubary) (13 ноября 1846, Варшава — 9 октября 1896, Понпеи, Понпеи (штат)) — этнограф и биолог польского происхождения, работавший в основном на Каролинских островах.
В 1868 году получил пятилетний контракт с гамбургским торговым домом "Годефруа и сын" на сбор образцов для их музея. Впервые он отправился в район Тихого океана в 1869 году, где сначала провел шесть месяцев в основном в Апии (Самоа). Там располагалась штаб-квартира компании в Тихом океане. Он выучил местный язык и фотографию. Путешествие на Фиджи и Тонгу пробудило в нем интерес к орнитологии. Позже он сделал Каролинские острова своей основной областью исследований.
Открыл и описал, как минимум, четыре вида птиц: Gallinula pacifica , Гуамский ворон (Corvus kubaryi), Pampusana kubaryi и Rhipidura kubaryi, а также многочисленных насекомых, включая бабочку Орнитоптеру райскую (Ornithoptera paradisea).
На Новой Гвинее в его честь названа горная вершина.